# 7.º Congresso Nacional do Partido Comunista da China

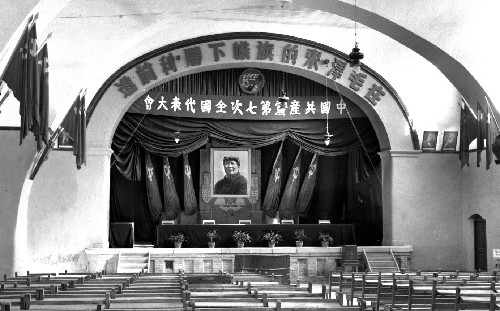
Local em que foi realizado o o 7º Congresso Nacional do Partido Comunista da China. Ao centro do auditório, um retrato imenso de Mao Zedong. Ao lado direito do auditório, retratos de Karl Marx e Friedrich Engels

O Sétimo Congresso Nacional do Partido Comunista da China foi realizado de 23 de abril a 11 de junho de 1945, em Yan'an. Foi realizado na província de Xianxim, não na capital Pequim, já que esta não estava segura durante a Segunda Guerra Sino-Japonesa. A República da China ainda controlava o país de forma oficial, mas estava estabelecido um governo de coalizão entre os partidos Nacionalista e Comunista, já que ambos tinham sedes em diferentes regiões da China.

## Discussão
No congresso, realizado 26 anos após o anterior, diversos personagens de suma importância na Revolução Comunista Chinesa e no estabelecimento e governo da República Popular da China, já haviam assumido altas posições dentro do Partido. Uma série de importantes relatórios foram apresentados nesse congresso: Mao Zedong apresentou um relatório chamado Sobre o Governo de Coalizão; Liu Shaoqi apresentou o relatório Sobre a Revisão da Constituição do Partido; Zhu De apresentou o relatório militar Sobre o Campo de Batalha nas Áreas Libertadas; e Zhou Enlai fez o importante discurso Sobre a Frente Unida. O congresso trabalhou a linha política do Partido que seria "audaciosamente mobilizar as massas e expandir as forças populares de modo que, sob a liderança de nosso partido, elas derrotarão os agressores japoneses, libertarão todo o povo e construirão uma China nova e democrática". A nova Constituição do Partido adotada no congresso estipula que "o Partido Comunista da China assume o Pensamento Mao Zedong, que integra a teoria Marxista-Leninista com a prática da revolução chinesa, como diretriz para todo o seu trabalho".

## Eleitos
O congresso elegeu um novo Comitê Central composto por 44 membros e 33 membros suplentes. Na Primeira Sessão Plenária do Sétimo Comitê Central do Partido Comunista da China, Mao Zedong, Zhu De, Liu Shaoqi, Zhou Enlai, Ren Bishi, Chen Yun, Kang Sheng, Gao Gang, Peng Zhen, Dong Biwu, Lin Boqu, Zhang Wentian e Peng Dehuai foram eleitos para o Politburo do Comitê Central. Mao Zedong, Zhu De, Liu Shaoqi, Zhou Enlai e Ren Bishi foram eleitos membros do Secretariado, e Mao Zedong foi eleito presidente do Comitê Central.